# Hélcio Aguirra
Hélcio Aguirra (São Paulo-SP, 3 de abril de 1959 - São Paulo-SP, 21 de janeiro de 2014) foi um guitarrista e compositor brasileiro notório por seu trabalho com as bandas Harppia, Golpe de Estado e Mobilis Stabilis. Em 2012, ele foi considerado pela revista Rolling Stone Brasil um dos 70 mestres brasileiros da guitarra e do violão.
Hélcio faleceu aos 54 anos enquanto dormia, em seu apartamento em São Paulo. Ele era hipertenso e dois meses antes de morrer ficou internado por conta de uma crise de pressão alta. A causa mortis de Hélio foi, segundo o IML, "Hipertensão Arterial Sistêmica".

## Discografia
com o Harppia
- 1985 - A Ferro e Fogo

com o Golpe de Estado
- 1986: Golpe de Estado
- 1988: Forçando a Barra
- 1989: Nem Polícia Nem Bandido
- 1991: Quarto Golpe
- 1994: Zumbi
- 1996: Dez Anos ao Vivo
- 2004: Pra Poder
- 2012: Direto do Fronte

com o Mobilis Stabilis
- 2001 - Mobilis Stabilis
- 2006 - Extra Corpore
- 2009 - Andando No Arame